# Ridgemark
Ridgemark és una concentració de població designada pel cens dels Estats Units a l'estat de Califòrnia. Segons el cens del 2000 tenia 2.741 habitants.

## Demografia
Segons el cens del 2000, Ridgemark tenia 2.741 habitants, 1.110 habitatges, i 863 famílies. La densitat de població era de 393,4 habitants/km².
Dels 1.110 habitatges en un 24,7% hi vivien nens de menys de 18 anys, en un 71,4% hi vivien parelles casades, en un 4,8% dones solteres, i en un 22,2% no eren unitats familiars. En el 18,4% dels habitatges hi vivien persones soles el 8,9% de les quals corresponia a persones de 65 anys o més que vivien soles. El nombre mitjà de persones vivint en cada habitatge era de 2,47 i el nombre mitjà de persones que vivien en cada família era de 2,78.
Per edats la població es repartia de la següent manera: un 20,7% tenia menys de 18 anys, un 3,9% entre 18 i 24, un 21,3% entre 25 i 44, un 33,5% de 45 a 60 i un 20,6% 65 anys o més.
L'edat mediana era de 48 anys. Per cada 100 dones de 18 o més anys hi havia 92,6 homes.
La renda mediana per habitatge era de 79.057 $ i la renda mediana per família de 87.743 $. Els homes tenien una renda mediana de 69.219 $ mentre que les dones 38.250 $. La renda per capita de la població era de 36.966 $. Entorn del 2,2% de les famílies i el 3,5% de la població estaven per davall del llindar de pobresa.

## Poblacions més properes
El següent diagrama mostra les poblacions més properes.